# 〜Pre 35th Anniversary〜 Seiko Matsuda Concert Tour 2014 Dream & Fantasy
『〜Pre 35th Anniversary〜 Seiko Matsuda Concert Tour 2014 Dream & Fantasy』（プレ・サーティーフィフス・アニヴァーサリー・セイコ・マツダ・コンサート・ツアー・2014・ドリーム・アンド・ファンタジー）は、松田聖子のライブ・ビデオ。2014年11月12日発売。発売元はUNIVERSAL SIGMA。

## 解説
同年6月～8月に行われたコンサート・ツアーの模様を収録したDVD。
同年発売アルバム『Dream & Fantasy』からの楽曲を中心に披露した。
初回限定盤と通常盤の2形態で発売。

## 収録曲
1. Dancing Dancing!!
2. I Love You!! 〜あなたの微笑みに〜
3. My Wedding Day
4. Love Island
5. Only one for me
6. Angel
7. あなたに逢いたくて〜Missing You〜
8. ピーチ・シャーベット
9. 雨のリゾート
10. 赤いスイートピー
11. SWEET MEMORIES
12. 秘密の花園
13. ハートのイアリング
14. 大切なあなた
15. 青い珊瑚礁
16. 風は秋色
17. マイアミ午前5時
18. 渚のバルコニー
19. 天使のウィンク
20. チェリーブラッサム
21. 夏の扉
22. Strawberry Time
23. 20th Party